# 城固站
城固站，位于中华人民共和国陕西省汉中市城固县，是阳安铁路上的火车站，建于1977年，由西安铁路局管辖。

## 車站周邊
- 中国信合三里桥分社
- 城固县中医院
- 城固县西南医院
- 中国邮政储蓄银行车站营业所
- 城固汽车站
- 张骞塑像广场
- 海棠春酒店
- 汉府假日酒店

## 歷史
- 建于1977年。

## 外部連結
- 中国铁路客户服务中心（页面存档备份，存于）